# Пјаце (Тренто)
Пјаце је насеље у Италији у округу Тренто, региону Трентино-Јужни Тирол.
Према процени из 2011. у насељу је живело 128 становника. Насеље се налази на надморској висини од 223 м.